# Atalán
Atalán (ne bi se smjela brkati s porodicom Tallán), porodica indijanskih plemena i jezika koja je u pre-hispansko doba bila raširena u području današnjeg primorja Ekvadora i Perua. Jezici plemena ovih Indijanaca su izumrli, premda možda ima hispaniziranih potomaka u navedenim državama. 
Kao samostalnu porodicu Atalán prvi ju je predložio Rivet (1924) s jezicima manta, huncavilca, puna i tumbez. 
Druga skupina, Caraquean, sastoji se od plemena Caraque (Caraca).  
Godine 1995 popisano je 500 Punáes, 34.850 Huancavilca i 30.340 Manta Indijanaca. Među atalanskim dijalektima spominju se Apichiquí, Cancebí, Charapoto,
Pichote, Pichoasac, Pichunsi, Manabí, Jarahusa i Jipijapa.

## Vanjske poveznice
- La participación de los pueblos indígenas y negros en ...  Arhivirana inačica izvorne stranice od 5. prosinca 2006. (Wayback Machine)
- 8. Entran los invasores en tierra de los Tallanes y enfrentan a la resistencia patriota en Poechos.